# Howards Grove
Howards Grove est un village du comté de Sheboygan, dans l'État du Wisconsin, aux États-Unis. En 2020, il comptait une population de 3 237 habitants.